# Тореарик
Тореари́к (каз. Төреарық) — село у складі Ордабасинського району Туркестанської області Казахстану. Входить до складу Карааспанського сільського округу.
До 1999 року село називалось Комсомол.
Населення — 895 осіб (2021; 989 у 2009, 1088 у 1999, 873 у 1989).